# 日立公共システム
株式会社日立公共システム（ひたちこうきょうシステム、英: 'Hitachi Government & Public Sector Systems, Ltd.）は、かつて存在した日立グループのシステムインテグレーター（メーカー系）。東京都江東区に本社を置いていた。
2018年4月に日立アイ・エヌ・エス・ソフトウェアとの合併により、日立社会情報サービスとなった。

## 概要
1986年に日立公共システムエンジニアリング株式会社として設立された。2014年1月1日に、子会社の日立公共システムサービス株式会社を吸収合併し、株式会社日立公共システムとなった。
その後、2018年4月1日に、日立アイ・エヌ・エス・ソフトウェアとの合併により、株式会社日立社会情報サービスが設立された

## 事業内容
- 公共分野向けの業務システム開発[1]
- パッケージ・ソリューション事業[1]
- レガシー・システム再生支援サービス事業
- インターネット総合サービス事業
- 日立製品の販売事業

## 事業所所在地
- 本社 - 東京都江東区東陽2丁目4番18号
- 拠点
  - 中部事業所 - 愛知県名古屋市中村区名駅南一丁目27番2号 日本生命笹島ビル15階
  - 関西事業所 - 大阪府大阪市北区中之島二丁目3番18号 中之島フェスティバルタワー33階